# J-Curve

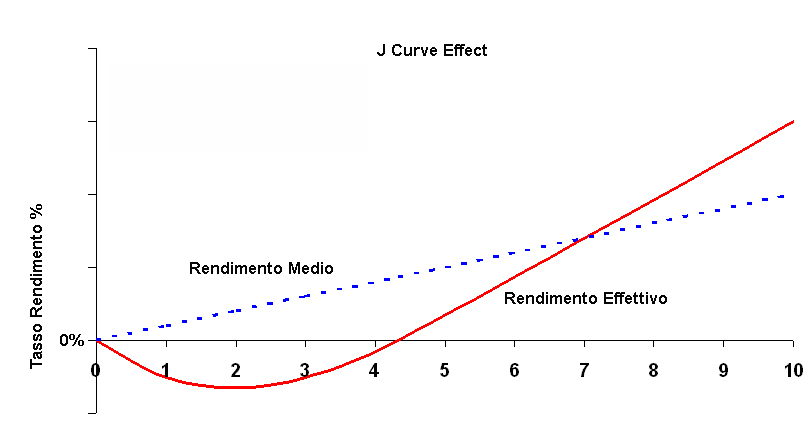
J Curve Effect

La J-Curve illustra l'effetto dell'illiquidità di un fondo di private equity sul suo NAV (Net Asset Value). Tracciando un grafico, rispetto al tempo, del ritorno del NAV annualizzato di un fondo di private equity, dal momento del lancio alla fine, si evidenzia una curva a "J": l'effetto J Curve.

## Descrizione
La consuetudine di spesare le commissione di gestione e i costi di avviamento sul fondo crea un disallineamento dal valore contabile in aggiunta al fatto che gli investimenti "in perdita" manifestano i loro impatti prima (in senso temporale) dell'incasso dei proventi degli investimenti migliori, che devono essere mantenuti al costo storico e non prospettico in quanto illiquidi (secondo le indicazioni dell'International Venture Capital Association): il risultato è che un fondo avrà rendimenti negativi nei primi anni di vita (3-4 anni) per poi crescere esponenzialmente negli anni seguenti.
Dopo circa 3 anni, si possono iniziare ad avere indicazioni sulla qualità (tasso interno di rendimento o IRR) del fondo. L'effetto J-Curve è generalmente inferiore (2 anni) per i fondi di buyout rispetto ai fondi di venture capital e development capital (3-4 anni). L'analisi dell'effetto J-Curve è un importante per i fondi di secondario, fondi specializzati nel comperare da investitori quote di fondi di private equity.

## Bilancia commerciale
La J-Curve è utile per spiegare anche la condizione di Marshall-Lerner; infatti, in caso di deprezzamento del tasso di cambio, si ha il cosiddetto effetto J-Curve. Nel breve periodo il deprezzamento del tasso di cambio induce il peggioramento della bilancia commerciale in quanto si manifesta solo l'effetto prezzo, mentre l'effetto quantità tende ad essere nullo. Questo è dovuto al fatto che nella realtà i consumatori e i produttori reagiscono alle variazioni dei prezzi sulle IM e delle EX in tempi differenti rispetto alle variazioni dei tassi di cambio, di conseguenza le quantità scambiate rimangono per un certo periodo immutate. Nel lungo termine l'effetto quantità si manifesta con intensità crescente e riesce a produrre un incremento delle quantità esportate e una diminuzione delle IM. Questo fa sì che nel lungo periodo la bilancia commerciale migliori.